# Ekenäs tvångsarbetsinrättning
Ekenäs tvångsarbetsinrättning var ett fångläger i Finland som inrättades efter finska inbördeskriget.
Efter inbördeskriget 1918 fungerade garnisonen i Dragsvik som ett fångläger där en stor del av de röda krigsfångarna internerades under väldigt dåliga förhållanden. I samband med benådningarna efter kriget 1918 tog fängelsemyndigheterna över Dragsvik och därmed bildades Finlands största fängelse.
Enligt direktiv från fångvårdsstyrelsen i februari 1921 skulle alla manliga politiska fångar placeras i Ekenäs tvångsarbetsinrättning. Även om vissa undantag förekom, när fångar tidvis satt i exempelvis Åbo eller Riihimäki, kan man säga att direktiven följdes i de flesta fall. Senast från början av 1930-talet hade man dock som mål att endast placera fångar med minst två års dom i Ekenäs. 
Fyra kaserner (A, B, C och D) användes för att internera fångarna. Dessa kaserner fick snabbt nya namn bland fångarna. A-kasernen hävdade fången Nestori Parkkari att ändå helt enkelt kallades för A-fängelset, medan en annan fånge, Arvo Tuominen, skrev att man kallade den för Högvakten. Båda var däremot ense om att B-kasernen kallades för Kokkola, liksom att C-kasernen kallades för Närpiö. Dessa namn kom från att de ursprungliga fångarna i nämnda kaserner kom från fångläger i Gamlakarleby och Närpes. D-kasernen, där också sjukhuset fanns, kallades såväl av fångarna som av fängelseledningen för Östra kasernen eller Östra fängelset.
Närpiö-kasernen bestod av isoleringsceller, dit man hamnade om man uppvisat icke önskat beteende. Tidvis fick man också inleda sin fängelsevistelse där om Högvakten för tillfället var fullsatt. Fångar som blivit utbildade i Sovjetunionen, och var kända som ledare eller uppviglare, placerades vanligtvis genast i Närpiö-kasernen och kunde sitta hela sin fängelsetid där. För att detta skulle fungera krävdes ett bra samarbete mellan fängelseledningen och Detektiva centralpolisen.
Efter att ha sluppit från den inledande isoleringen, i endera Närpiö-kasernen eller Högvakten, flyttades fångarna vanligen till Östra eller Kokkola-kasernen. De som suttit tidigare i Dragsvik, eller var kända som de mest råbarkade kommunisterna, hamnade automatiskt i Kokkola-kasernen. Östra kasernen var uppdelad i två avdelningar. På Östra II placerades yngre och förstagångsförbrytare så att de skulle påverkas så lite som möjligt av de äldre och mer inbitna kommunisterna. Slutligen placerade man de fångar man ansåg så gott som ”omvända”, eller åtminstone sådana som visade upp gott beteende, på Östra I. Yrjö Jääskelä skrev i sina hågkomster att detta kom i bruk först i början av 1930-talet då vissa fångar började ”underkuva sig fascistledningen”. Dessa kallades för ”kaljupäät” eller ”pelastusarmeija”. Men även partitrogna kommunister fejkade en sinnesändring för att bli flyttade till Östra II och därifrån lättare kunna sköta kontakter till den yttre världen.
I Ekenäs tvångsarbetsinrättning utnyttjades ett poängsystem som inverkade på fångarnas villkorliga frigivning. Poängsystemet gick ut på att, främst fängelseledningen, delade ut poäng för gott beteende och god utveckling. Fången kunde bli villkorligt frigiven om han tjänat minimitiden av sitt straff samt samlat ihop tillräckligt med poäng. Om frigivningen avslogs måste fången från senaste behandling samla 30 poäng för att slippa till ny behandling. All politisk- eller sabotageverksamhet nollställde poängkontot.
Antalet fångar i arbetsinrättningen var sjunkande under så gott som hela 1920-talet på grund av benådningar för de som var dömda för brott under inbördeskriget. Trots fängslandet av SSTP:s (Finlands socialistiska arbetarparti) partiledning 1924 fortsatte fångantalet att sjunka fram till 1929. Från 1929 började antalet stiga och gjorde så ända fram till 1932. Utvecklingen 1928–1935 syns tydligare i uppställningen nedan. 
| Tidpunkt | Fångantal |
| -------- | --------- |
| dec.28   | 82        |
| okt.29   | 122       |
| nov.31   | 512       |
| maj.32   | 538       |
| jul.33   | 425       |
| nov.35   | 284       |

Som framgår ur uppställningen började fångantalet sjunka efter 1932 i Ekenäs tvångsarbetsinrättning. Detta förklaras dels av att politiska fångar började flyttas direkt från länsfängelserna till Sukeva reservfängelse. Redan 1931 hade fångar från Ekenäs flyttats till Sukeva, men på förslag av Sukevas fängelsedirektör togs mellanlandningen i Ekenäs bort. Fångarna som kom från Ekenäs hade nämligen så stora krav som inte gick att uppfylla i Sukeva. I reservfängelset utfördes endast lantbruksarbete som innebar att fångarna inte fick lika stor lön som i Ekenäs, var de fick sin andel av försäljningsinkomsterna från produkterna de tillverkade.
Den 15 december 1937 gick det att läsa i lokaltidningen Västra Nyland att det inte längre fanns några friska fångar kvar i Ekenäs. Socialministeriet och fängelsemyndigheterna hade ingått ett avtal, som innebar att de friska fångarna flyttades till andra fängelser. I praktiken innebar detta att den östra delen av inrättningen helt evakuerades, medan den västra fortfarande fungerade som fängelse för fångar med tuberkulos från hela landet. Dessutom öppnades en avvänjningsanstalt för manliga alkoholister på garnisonsområdet. Artikeln avslutades med konstaterandet att de vidtagna åtgärderna hade som syfte att göra Ekenäs tvångsarbetsinrättning ”för all framtid obehövlig för fångvården”.